# John W. Kirklin
John Webster Kirklin (ur. 5 sierpnia 1917 w Muncie, Indiana, zm. 21 kwietnia 2004 w Birmingham, Alabama) – amerykański chirurg, był jednym z twórców kardiochirurgii.

## Życiorys
John Kirklin był synem dyrektora radiologii w Mayo Clinic. Medycynę studiował na Uniwersytecie Minnesoty (bachelor 1938) i na Uniwersytecie Harvarda, który ukończył z wyróżnieniem magna cum laude w 1942, gdzie zauważono jego ponadprzeciętne zdolności. Początkowo rozpoczął specjalizację z chirurgii z ukierunkowaniem na neurochirurgię. W latach 1944–1946 pracował jako neurochirurg w amerykańskiej armii, dosłużył do stopnia kapitana. Po powrocie do Mayo Clinic kontynuował specjalizację, podczas której przez sześć miesięcy przebywa w Boston Children’s Hospital jako asystent u znanego kardiochirurga dziecięcego Roberta E. Grossa. W tym czasie zmienia swoje zainteresowanie z neurochirurgii na kardiochirurgię.
Od 1950 jest ponownie w Mayo Clinic, gdzie w latach pięćdziesiątych usprawnił zastosowanie sztucznego płuco-serca (skonstruowanego przez Johna Heyshama Gibbona, który z jej zastosowaniem wykonał w 1953 pierwszą operację na otwartym sercu u człowieka, ale w międzyczasie z powodu niepowodzeń przy następnych operacjach zarzucił tę metodę), tak dalece, że mogło być używane standardowo podczas operacji na otwartym sercu. Jest współtwórcą oksygenatora i pompy (Mayo-Gibbon-Pump-Oxygenator). Przy użyciu zmodyfikowanego sztucznego płucoserca przeprowadził w 1955 serię udanych operacji na otwartym sercu, co utorowało drogę kardiochirurgii w Mayo Clinic. Wraz z pojawieniem się technik wspomagania krążenia i natleniania krwi, przy użyciu techniki krążenia skrzyżowanego Waltona Lilleheia lub zmodyfikowanej maszyny płuco-serce Gibbona przez Johna Kirklina, zespoły kardiochirurgiczne Uniwersytetu Minnesoty i Kliniki Mayo przodowały i przeprowadziły wiele pierwszych wewnątrzsercowych napraw wrodzonych wad serca. Był pionierem w tworzeniu nowych technik operacyjnych w leczeniu wrodzonych wad serca (uznany specjalista w tym zakresie), zastawkowych wad serca i choroby wieńcowej. W 1960 zostaje mianowany profesorem i w 1964 dyrektorem chirurgii w Mayo Clinic. W 1966 przechodzi jako profesor i dyrektor chirurgii na Uniwersytet Alabamy (UAB). W 1982 przestaje być dyrektorem chirurgii, ale operuje jeszcze do 1989.
Był wydawcą The Journal of Thoracic and Cardiovascular Surgery, jednego z najważniejszych żurnali naczyniowo-sercowych, oraz współautorem z Brianem Barratt-Boyesem dwutomowego podręcznika z kardiochirurgii: Cardiac surgery: morphology, diagnostic criteria, natural history, techniques, results, and indications (Churchill Livingstone, 1956). Wyszkolił kilka pokoleń kardiochirurgów.
Za swoje wybitne osiągnięcia odznaczony został medalem Listera (1972) oraz wieloma innymi wyróżnieniami.